# Friedrich Schneider

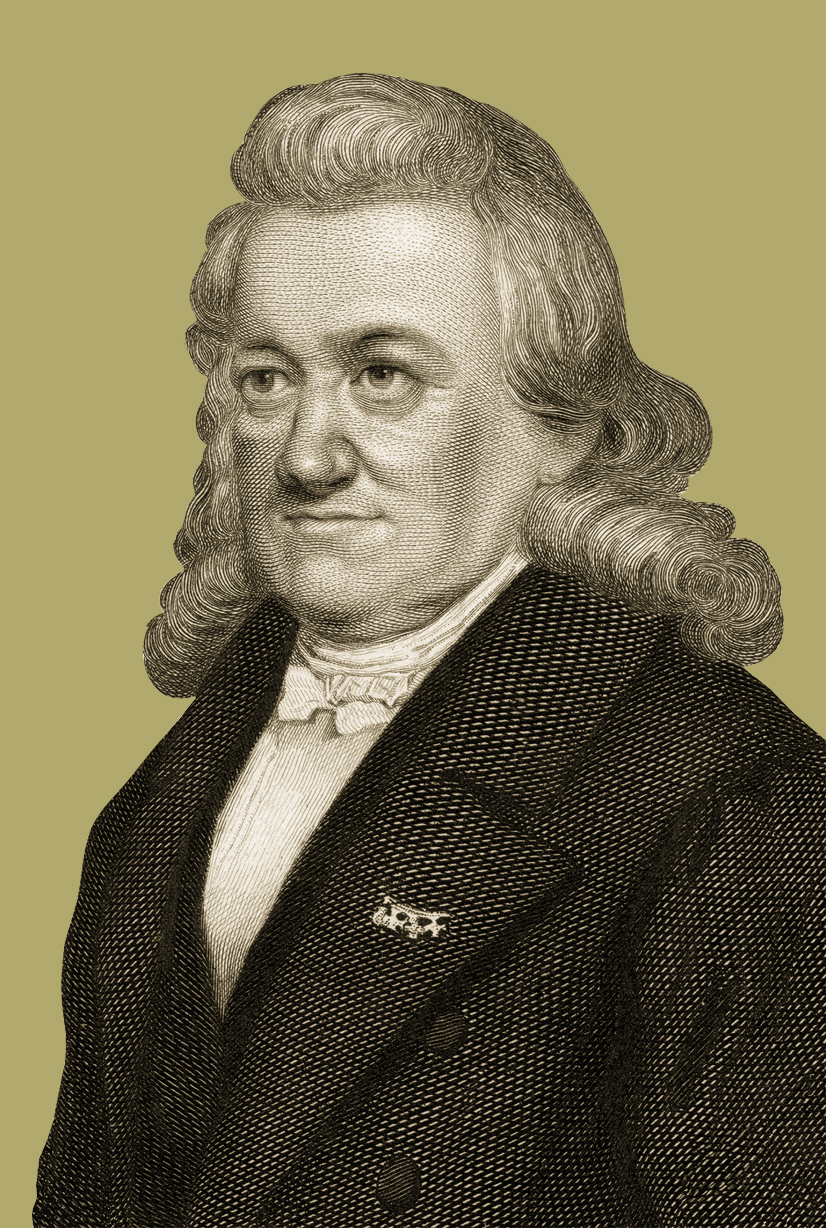
Friedrich Schneider. Kopparstick från 1855 av Lazarus Gottlieb Sichling efter ett porträtt av Gustav Völkerling (1852).

Johann Christian Friedrich Schneider, född 3 januari 1786 i Altwaltersdorf vid Zittau, död 23 november 1853 i Dessau, var en tysk dirigent, komponist och organist.
Schneider studerade piano, först för sin far Johann Gottlob Schneider, därefter vid gymnasiet i Zittau för Schönfelder och Unger. Hans första publicerade verk var en svit om tre pianosonater 1804. Han fortsatte sina studier 1805 vid Leipzigs universitet. 
Schneider var organist i Thomaskyrkan i Leipzig från 1812, dirigent vid stadsteatern i Leipzig från 1817 och hovkapellmästare i Anhalt-Dessau från 1821. Det anses att Schneider var pianist vid uruppförandet av Beethovens femte pianokonsert i Leipzig 1811.
Schneider invaldes den 8 september 1827 som utländsk ledamot nr. 58 av Kungliga Musikaliska Akademien.

## Verk
- 7 operor
- 4 mässor
- 6 oratorier
- 25 kantater
- 23 symfonier
- 7 pianokonserter
- Sonater för violin, flöjt, och cello
- Flera mindre sånger och verk för piano
- Solo- och körsånger